# مارفن كاي
مارفن كاي (بالإنجليزية: Marvin Kaye)‏ (10 مارس 1938، فيلادلفيا في الولايات المتحدة)؛ صحفي وروائي أمريكي.